# Angela All Time Best 2010-2017
『angela All Time Best 2010-2017』は、angelaの4枚目のベスト・アルバム。2018年10月24日にKING AMUSEMENT CREATIVEから発売された。

## 概要
- 前回ベスト・アルバム「宝箱2 -TREASURE BOX II-」から4年ぶりのリリース。
- 「angela All Time Best 2003-2009」と同時発売。どちらもCD2枚組である。
- 15周年にちなみ、DISC1、DISC2ともに15曲で統一されている。
- 楽曲はangela本人が中心となって1曲1曲選ばれた[1]。
- 初回製造分のみ、封入特典
スペシャルブックレット2010-2017
DIYジャケット用ステッカー
DIYジャケット用ケース
が付属している。
- デビュー15周年を記念し「angela×TOWER RECORDS」スペシャルコラボキャンペーンが開催された[2]。

## 収録曲
【DISC1】
| 全作詞: atsuko、全作曲: atsuko・KATSU、全編曲: KATSU。 |                                |        |               |      |
| #                                                      | タイトル                       | 作詞   | 作曲・編曲    | 時間 |
| 1.                                                     | 「蒼い春」                     | atsuko | atsuko・KATSU | 4:06 |
| 2.                                                     | 「FORTUNES」                   | atsuko | atsuko・KATSU | 4:04 |
| 3.                                                     | 「蒼穹」                       | atsuko | atsuko・KATSU | 5:18 |
| 4.                                                     | 「さよならの時くらい微笑んで」 | atsuko | atsuko・KATSU | 5:40 |
| 5.                                                     | 「『リアル』は...」            | atsuko | atsuko・KATSU | 4:44 |
| 6.                                                     | 「キラフワ」                   | atsuko | atsuko・KATSU | 5:06 |
| 7.                                                     | 「THE LIGHTS OF HEROES」       | atsuko | atsuko・KATSU | 4:11 |
| 8.                                                     | 「いつかのゼロから」           | atsuko | atsuko・KATSU | 4:07 |
| 9.                                                     | 「KINGS」                      | atsuko | atsuko・KATSU | 5:18 |
| 10.                                                    | 「To be with U!」              | atsuko | atsuko・KATSU | 4:23 |
| 11.                                                    | 「僕じゃない」                 | atsuko | atsuko・KATSU | 4:25 |
| 12.                                                    | 「ANGEL」                      | atsuko | atsuko・KATSU | 4:20 |
| 13.                                                    | 「遠くまで」                   | atsuko | atsuko・KATSU | 4:04 |
| 14.                                                    | 「バイバイオーライ」           | atsuko | atsuko・KATSU | 4:29 |
| 15.                                                    | 「キラキラ-go-round」          | atsuko | atsuko・KATSU | 5:16 |
| 合計時間:                                              | 合計時間:                      | 69:31  |               |      |

【DISC2】
| 全作詞: atsuko、全作曲: atsuko・KATSU、全編曲: KATSU。 |                      |        |               |      |
| #                                                      | タイトル             | 作詞   | 作曲・編曲    | 時間 |
| 1.                                                     | 「シドニア」         | atsuko | atsuko・KATSU | 4:23 |
| 2.                                                     | 「Different colors」 | atsuko | atsuko・KATSU | 4:59 |
| 3.                                                     | 「イグジスト」       | atsuko | atsuko・KATSU | 4:09 |
| 4.                                                     | 「暗夜航路」         | atsuko | atsuko・KATSU | 5:28 |
| 5.                                                     | 「その時、蒼穹へ」   | atsuko | atsuko・KATSU | 4:59 |
| 6.                                                     | 「愛、ひと欠片」     | atsuko | atsuko・KATSU | 5:07 |
| 7.                                                     | 「騎士行進曲」       | atsuko | atsuko・KATSU | 4:41 |
| 8.                                                     | 「DEAD OR ALIVE」    | atsuko | atsuko・KATSU | 4:42 |
| 9.                                                     | 「ホライズン」       | atsuko | atsuko・KATSU | 4:18 |
| 10.                                                    | 「愛すること」       | atsuko | atsuko・KATSU | 4:32 |
| 11.                                                    | 「KIZUNA」           | atsuko | atsuko・KATSU | 4:56 |
| 12.                                                    | 「僕は僕であって」   | atsuko | atsuko・KATSU | 4:47 |
| 13.                                                    | 「全力☆Summer!」     | atsuko | atsuko・KATSU | 3:54 |
| 14.                                                    | 「Calling you」      | atsuko | atsuko・KATSU | 5:50 |
| 15.                                                    | 「笑顔をみせて」     | atsuko | atsuko・KATSU | 5:02 |
| 合計時間:                                              | 合計時間:            | 71:47  |               |      |

## 楽曲解説
【DISC1】
1. 蒼い春
アニメ『生徒会役員共』エンディング
  - 16thシングル。
2. FORTUNES
アニメ映画『蒼穹のファフナー HEAVEN AND EARTH』イメージソング
3. 蒼穹
アニメ映画『蒼穹のファフナー HEAVEN AND EARTH』エンディング主題歌
  - 17thシングル。
4. さよならの時くらい微笑んで
アニメ映画『蒼穹のファフナー HEAVEN AND EARTH』挿入歌
  - 17thシングルカップリング。
5. 『リアル』は...
映画『心中天使』主題歌
  - 5thアルバム「mirror☆ge」収録。
6. キラフワ
アニメ『アスラクライン2』最終話エンディング
  - 5thアルバム「mirror☆ge」収録。
7. THE LIGHTS OF HEROES
PSP用ソフト『ヒーローズファンタジア』主題歌
  - 18thシングル。
8. いつかのゼロから
テレビアニメ『K』イメージソング
  - 6thアルバム「ZERO」収録。
9. KINGS
アニメ『K』オープニング
  - 19thシングル。
10. To be with U!
アニメ『K』最終話エンディングテーマ
  - 6thアルバム「ZERO」収録。
11. 僕じゃない
アニメ『革命機ヴァルヴレイヴ』エンディング
12. ANGEL
アニメ『COPPELION』オープニング
  - 20thシングル。
13. 遠くまで
アニメ『COPPELION』エンディング
  - 20thシングル。
14. バイバイオーライ
アニメ『COPPELION』最終話エンディング
  - 7thアルバム「ONE WAY」収録。
15. キラキラ-go-round
アニメ映画『モーレツ宇宙海賊 ABYSS OF HYPERSPACE-亜空の深淵-』主題歌セルフカバー
  - 中川翔子への提供楽曲のセルフカバー。

【DISC2】
1. シドニア
アニメ『シドニアの騎士』オープニング
  - 21stシングル。
2. Different colors
アニメ映画『K MISSING KINGS』テーマソング
  - 22ndシングル。
3. イグジスト
アニメ『蒼穹のファフナー EXODUS』第一オープニング
  - 23rdシングル。
4. 暗夜航路
アニメ『蒼穹のファフナー EXODUS』第一エンディング
  - 23rdシングルカップリング。
5. その時、蒼穹へ
アニメ『蒼穹のファフナー EXODUS』挿入歌
  - 7thアルバム「ONE WAY」収録。
6. 愛、ひと欠片
劇場版『シドニアの騎士』主題歌
  - 24thシングルカップリング。
7. 騎士行進曲
アニメ『シドニアの騎士 第九惑星戦役』オープニング
  - 24thシングル。
8. DEAD OR ALIVE
アニメ『蒼穹のファフナーEXODUS』第二オープニング
  - 25thシングル。
9. ホライズン
アニメ『蒼穹のファフナーEXODUS』第二エンディング
  - 25thシングルカップリング。
10. 愛すること
アニメ『蒼穹のファフナーEXODUS』第17話エンディング
  - 8thアルバム「LOVE & CARNIVAL」収録。
11. KIZUNA
アニメ『K RETURN OF KINGS』最終話エンディング
  - 8thアルバム「LOVE & CARNIVAL」収録。
12. 僕は僕であって
アニメ『亜人』前期オープニング
  - fripSideとのコラボシングル。
13. 全力☆Summer!
アニメ『アホガール』オープニング
  - 26thシングル。
14. Calling you
アニメ映画『BLAME!』主題歌
  - 9thアルバム「Beyond」収録
15. 笑顔をみせて
TXN九州「C!」エンディング
  - angelaの名義が「ANGELA」だった頃に発売された、最初で最後のシングル「memories」のカップリング曲。
  - キングレコードのCDに収録されるのは初。